# الخط الكوفي الزائف
الخط العربي الكوفي الزائف وأحيانًا يُسمى شبه العربي، هو أسلوب زخرفي اُستُخدم خلال العصور الوسطى وعصر النهضة الأوروبي، ويتكون من محاولة لتقليد الخط العربي، وخاصة الكوفي، المصنوع في سياق غير عربي: "غالبًا ما توصف تقليدات اللغة العربية في الفن الأوروبي بأنها شبه كوفي، مستعيرة المصطلح للخط العربي الذي يؤكد على الضربات المستقيمة والزاوية، ويُستخدم بشكل شائع في الزخارف المعمارية الإسلامية". إن سبب هذا التقليد للخط العربي هو نظرة الانبهار بالمسلمين في العصر الذهبي للإسلام. يظهر الخط الكوفي الزائف بشكل خاص في فن عصر النهضة في تصوير الأشخاص من الأرض المقدسة، وخاصة مريم العذراء. وهو مثال على التأثيرات الإسلامية على الفن الغربي.

## الأمثلة المُبكرة

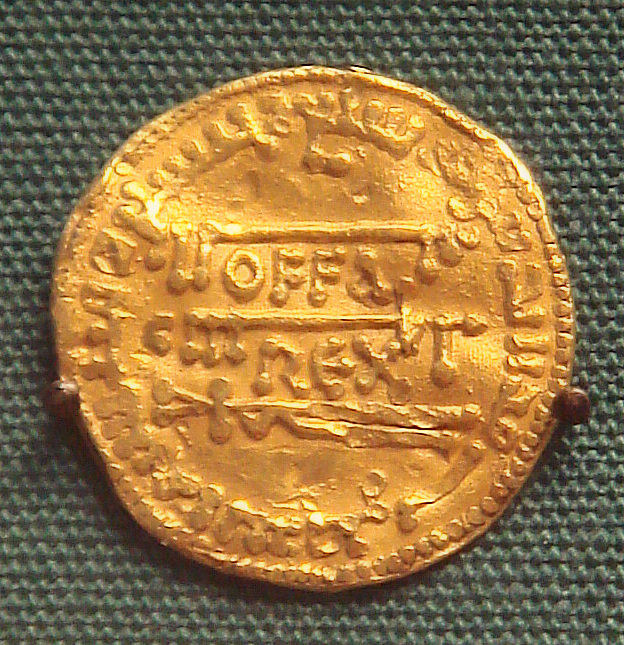
دينار ذهبي من عهد الملك الإنجليزي أوفا (حكم ٧٥٧-٧٩٦)، وهو نسخة من دنانير الخلافة العباسية (٧٧٤). يحمل الدينار الأسطورة اللاتينية "أوفا ريكس " ("الملك أوفا") مقلوبة بين العبارة العربية "محمد رسول الله " (ربما نُسخت عن غير قصد).
الدينار العباسي للمقارنة:

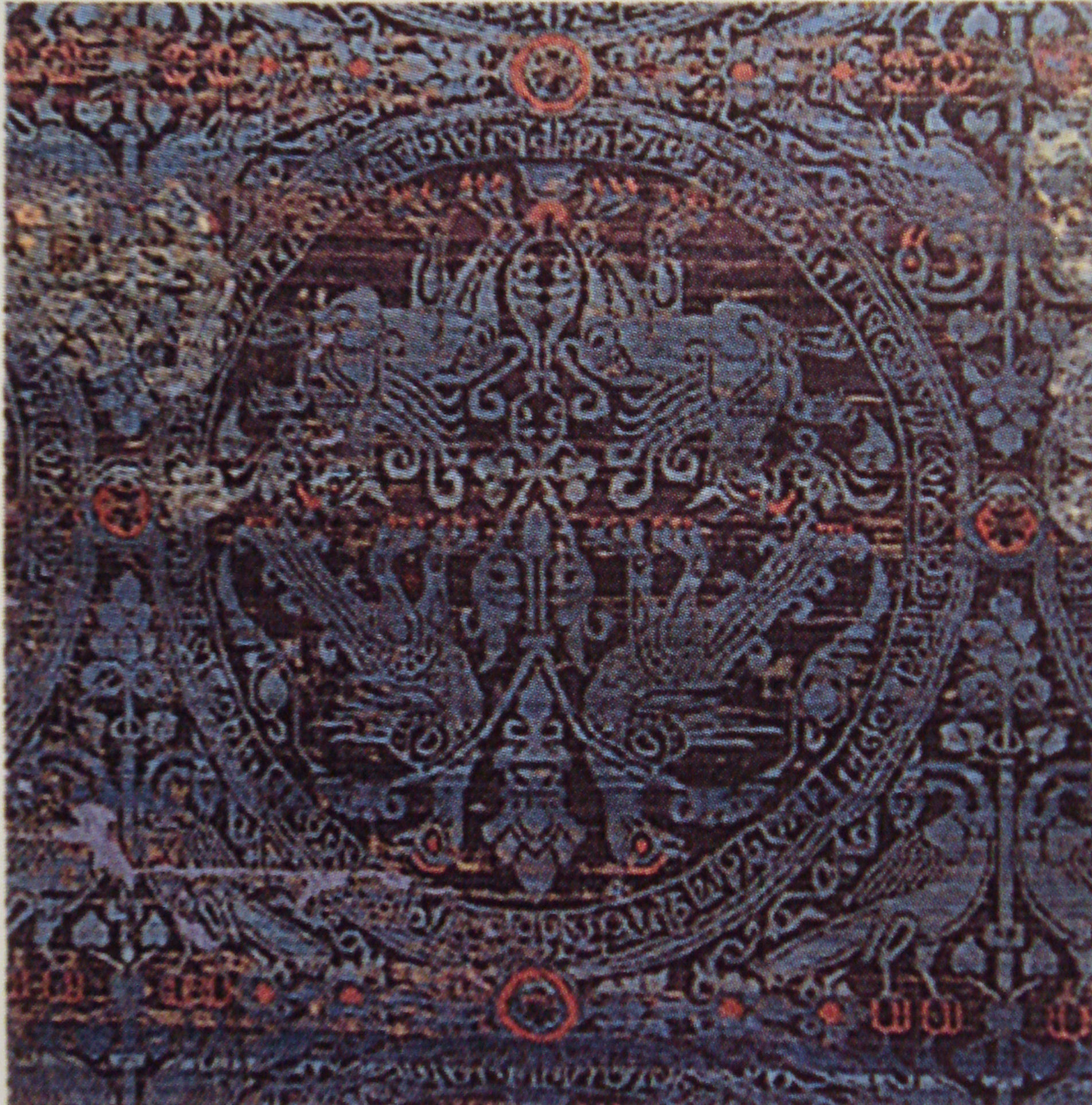
نص كوفي زائف في ميدالية على كفن بيزنطي للقديس بوتنتيان، القرن الثاني عشر

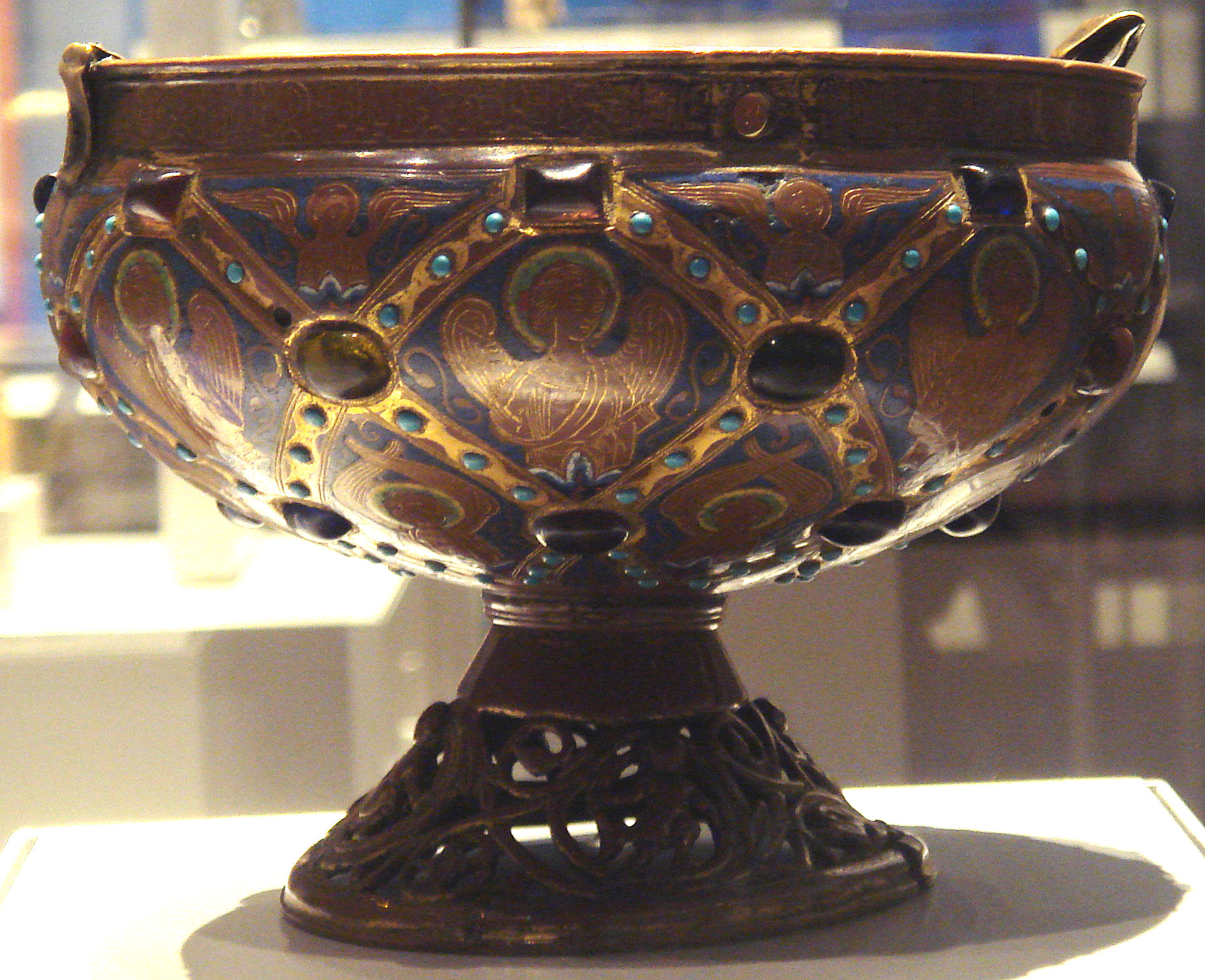
قارورة مينا فرنسية من ليموج، ذات حافة محفور عليها كتابة عربية وأنماط ماسية الشكل مستوحاة من الإسلام، تعود إلى ليموج، في فرنسا، في الفترة 1215-1230 م. اليوم هي محفوظة في المتحف البريطاني

يعود تاريخ بعض التقليدات الأولى للخط الكوفي إلى القرن الثامن عندما أنتج الملك الإنجليزي أوفا (حكم من 757 إلى 796) عملات ذهبية تحاكي الدنانير الإسلامية. كانت هذه العملات المعدنية نُسخًا من الدينار العباسي الذي سكه الخليفة المنصور عام 774، مع وجود "أوفا ريكس" في وسط الوجه الخلفي. ومن الواضح أن صاحب النقد لم يكن يفهم اللغة العربية، حيث إن النص العربي يحتوي على أخطاء كثيرة. ربما أُنتجَتت العملة المعدنية من أجل التجارة مع الأندلس؛ أو على الأغلب كانت جزءًا من الدفعة السنوية البالغة 365 مانكوس التي وعد بها أوفا روما حيث كانت الدنانير المسلمة هي الأفضل.
في جنوب إيطاليا في العصور الوسطى (في المدن التجارية مثل أمالفي وساليرنو) منذ منتصف القرن العاشر، انتشرت على نطاق واسع تقليد العملات العربية، والتي تسمى طري، ولكنها استخدمت فقط نصًا كوفيًا زائفًا غير مقروء.
كانت شبه جزيرة أيبيريا في العصور الوسطى (الأندلس) وتحديدًا الجزء المسيحي غنيًّا بشكل خاص بالزخارف المعمارية التي تتميز بتصميمات شبه كوفية وشبه عربية، ويرجع ذلك إلى حد كبير إلى وجود الدول الإسلامية في شبه الجزيرة. كانت كنيسة سان رومان (التي كُرِّست في عام 1221) في طليطلة تتضمن نقوشًا لاتينية (حقيقية) وأخرى شبه عربية (أي ليست على الطراز الكوفي) كعناصر زخرفية. تتضمن إضافات بيدرو الأول ملك قشتالة وليون إلى قصر المورّق الأندلسي (منتصف القرن الرابع عشر) عناصر تصميمية شبه كوفية تذكرنا بقصر الحمراء في غرناطة، كما تتضمن الواجهة المعدنية للأبواب الرئيسية لكاتدرائية إشبيلية (اكتمل بناؤها عام 1506) عناصر تصميمية عربية وشبه كوفية. وقد تناولت هذه العناصر الزخرفية الواقع الاجتماعي والأذواق الجمالية: وجود العديد من المسيحيين المستعربين في العديد من هذه الدول المسيحية، والتقدير العام بين الأرستقراطيين المسيحيين للثقافة الإسلامية الرفيعة في ذلك الوقت.

ومن المعروف وجود أمثلة على دمج الخط الكوفي والتصاميم الملونة على شكل ماسة والمستوحاة من الإسلام مثل وعاء خبز القربان مصنوع من مينا ليموج [الإنجليزية] الفرنسي من القرن الثالث عشر في ليموج في المتحف البريطاني. كان الشريط المكتوب بالخط الكوفي الزائف "ميزة زخرفية متكررة في ليموج واعتُمدَت منذ فترة طويلة في أقطانية".

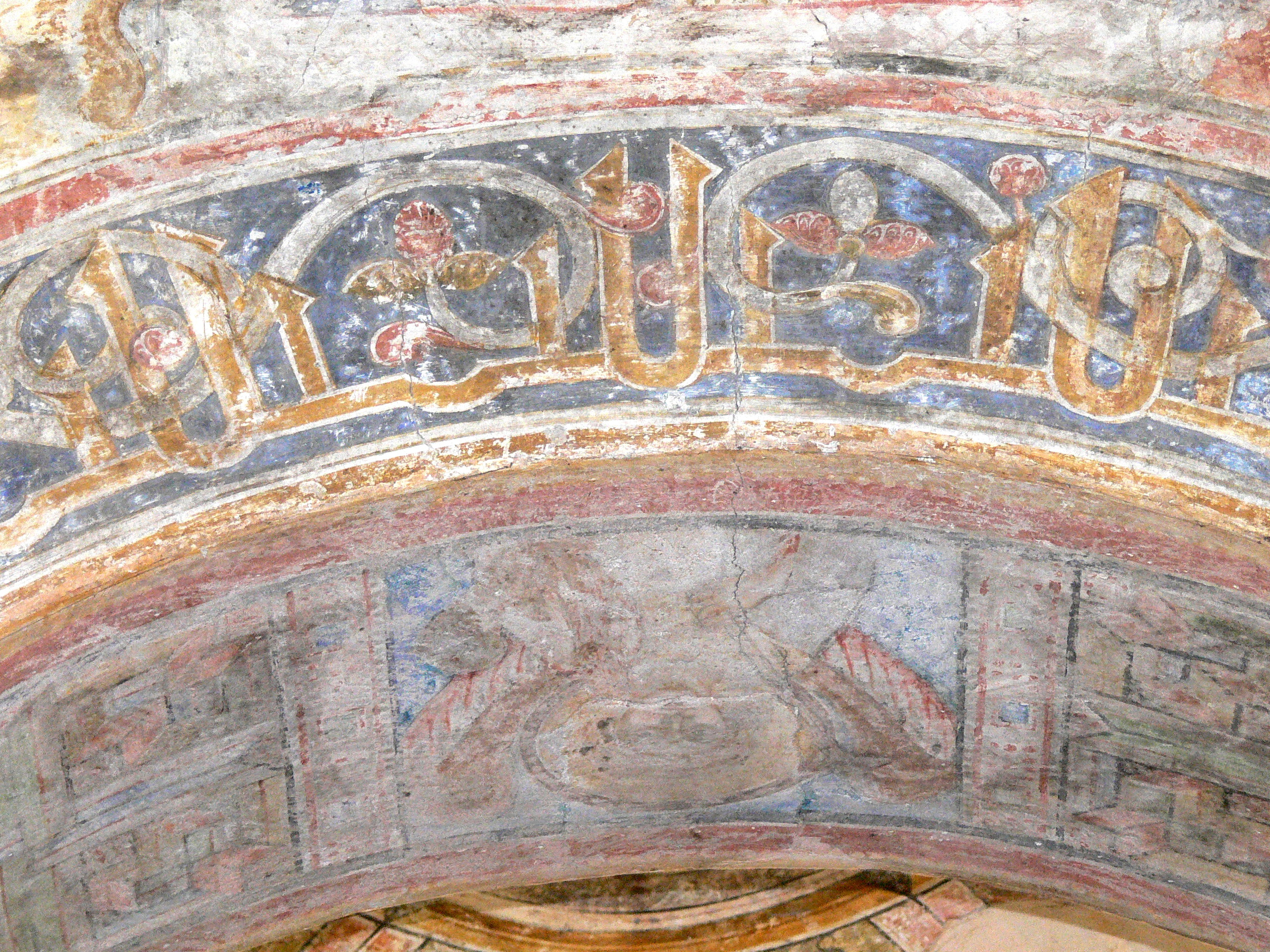
نقش شبه كوفي يعني "الله" مدمجًا مع عناصر عربية في قوس الحنية (القرن الثاني عشر) في كنيسة سينت جَون [الألمانية]
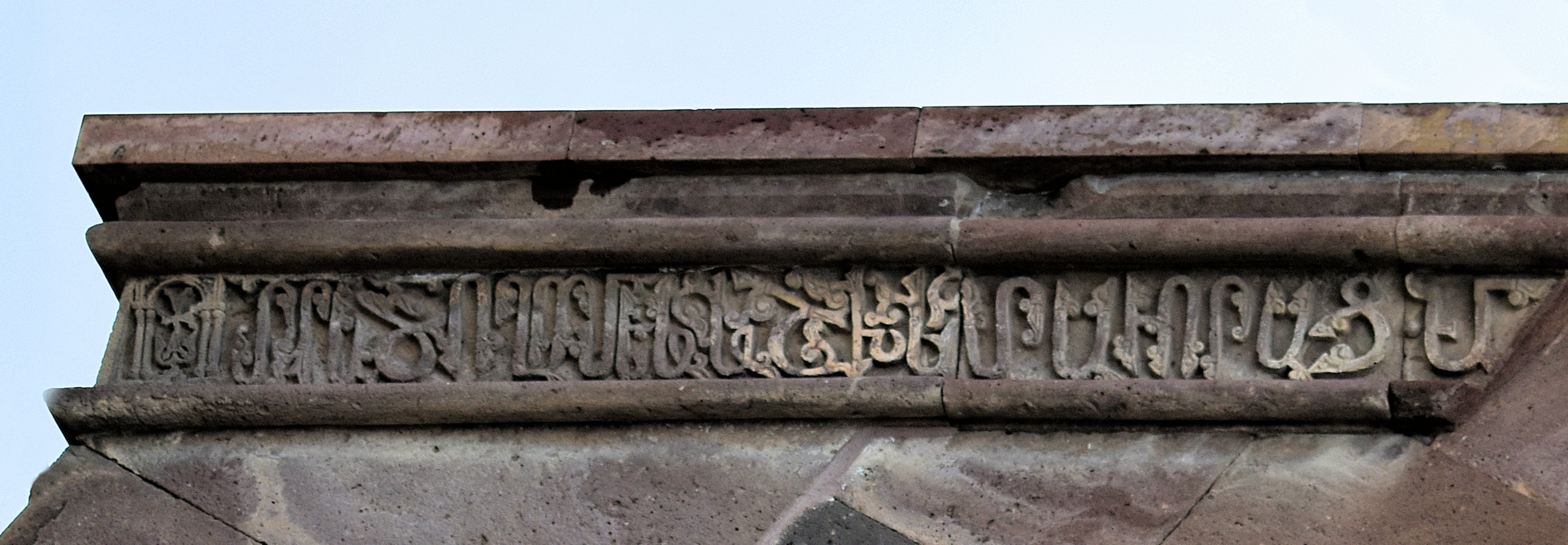
نقش أرمني يمتد حول كورنيش الواجهة الشرقية لكنيسة القديس أستفاتساتسين في هاريتشافانك [الإنجليزية] (1201).
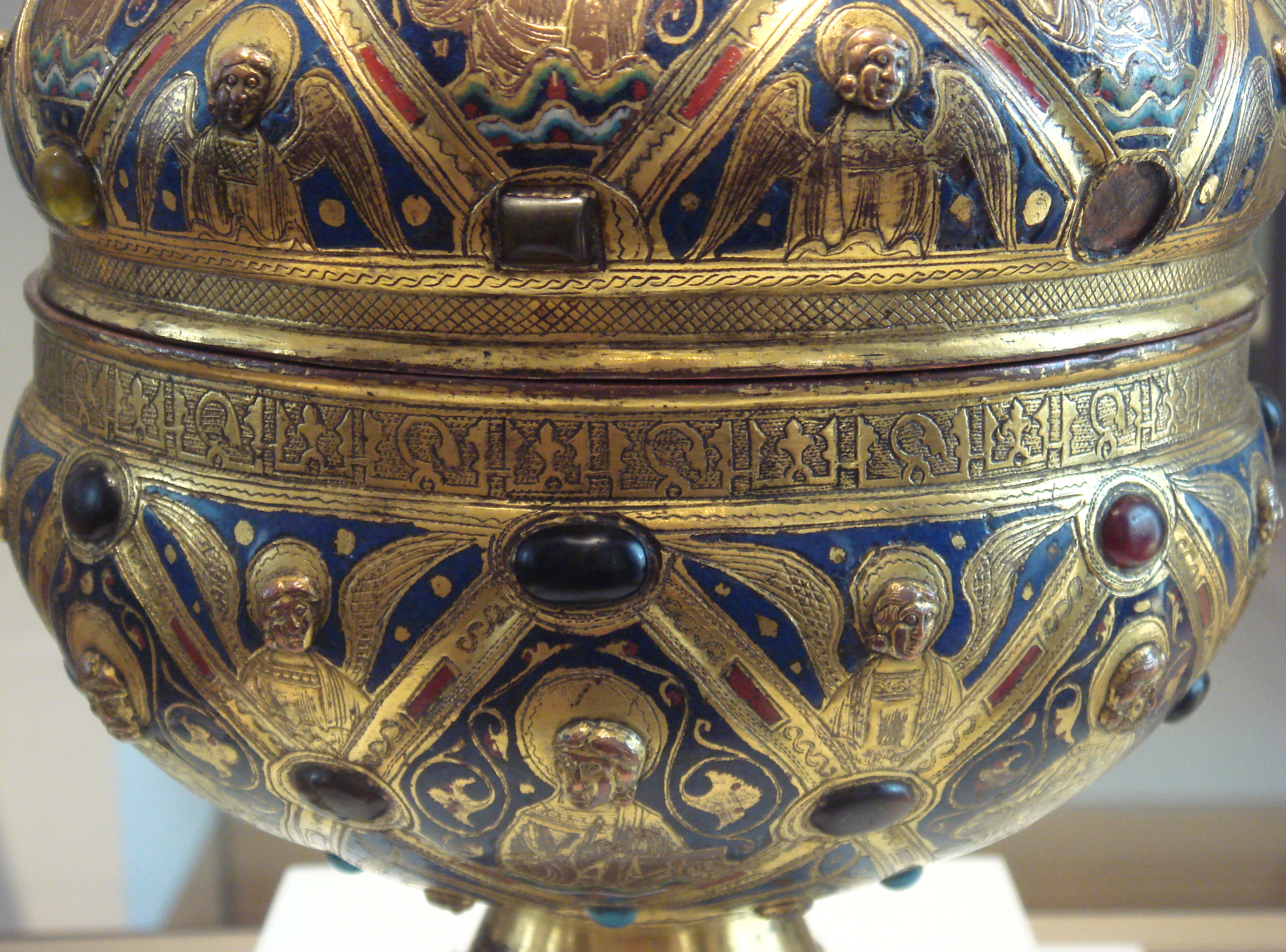
شريط من الخط الكوفي الزائف في وعاء خبز القربان من مينا ليموج [الإنجليزية]، حوالي عام 1200. موجود متحف اللوفر
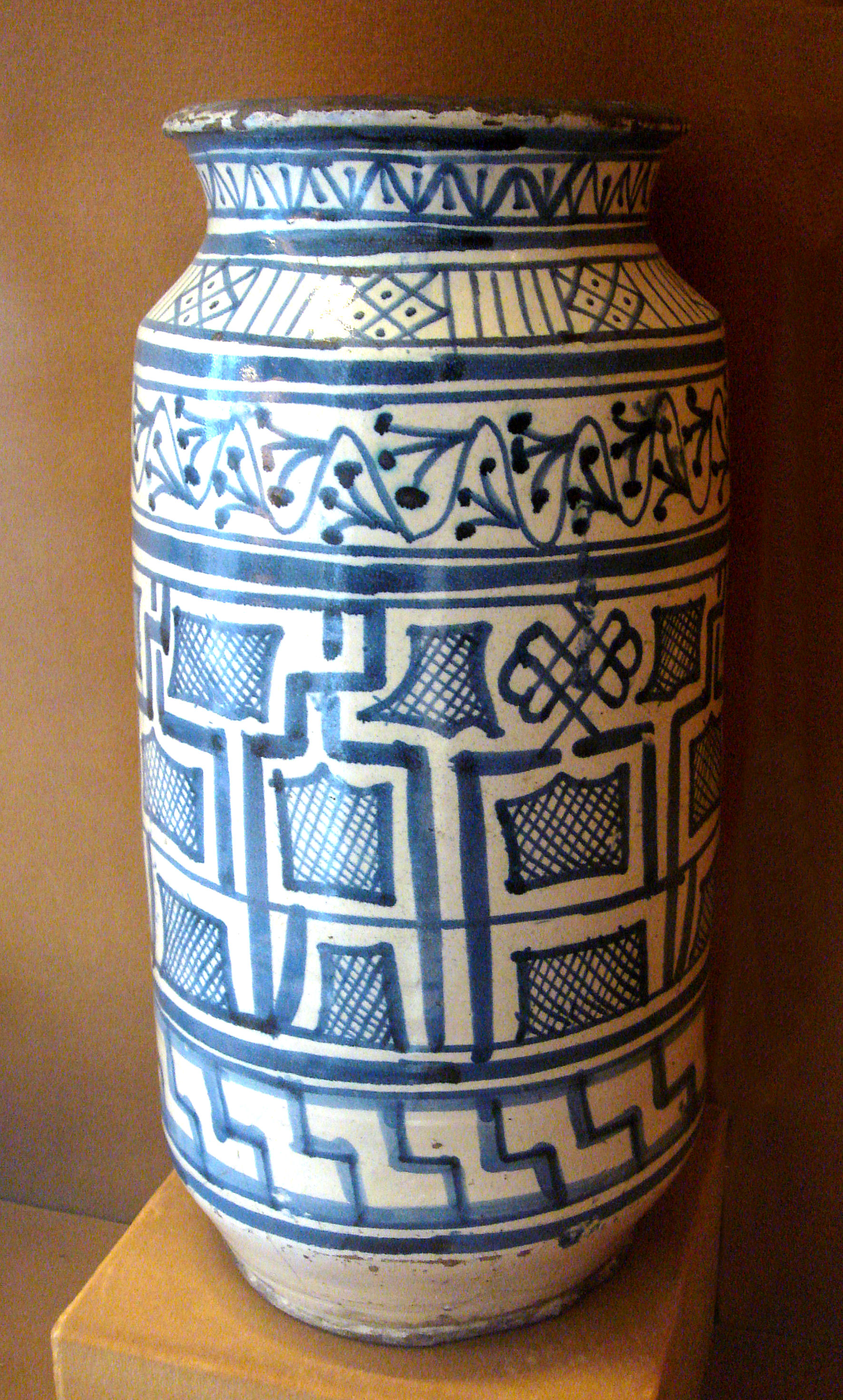
ألباريلو [الإنجليزية] من الفخار [الإنجليزية] الأزرق والأبيض [الإنجليزية] بتصميمات مستوحاة من الخط الكوفي، صُنع في تسكانة، في النصف الثاني من القرن الخامس عشر
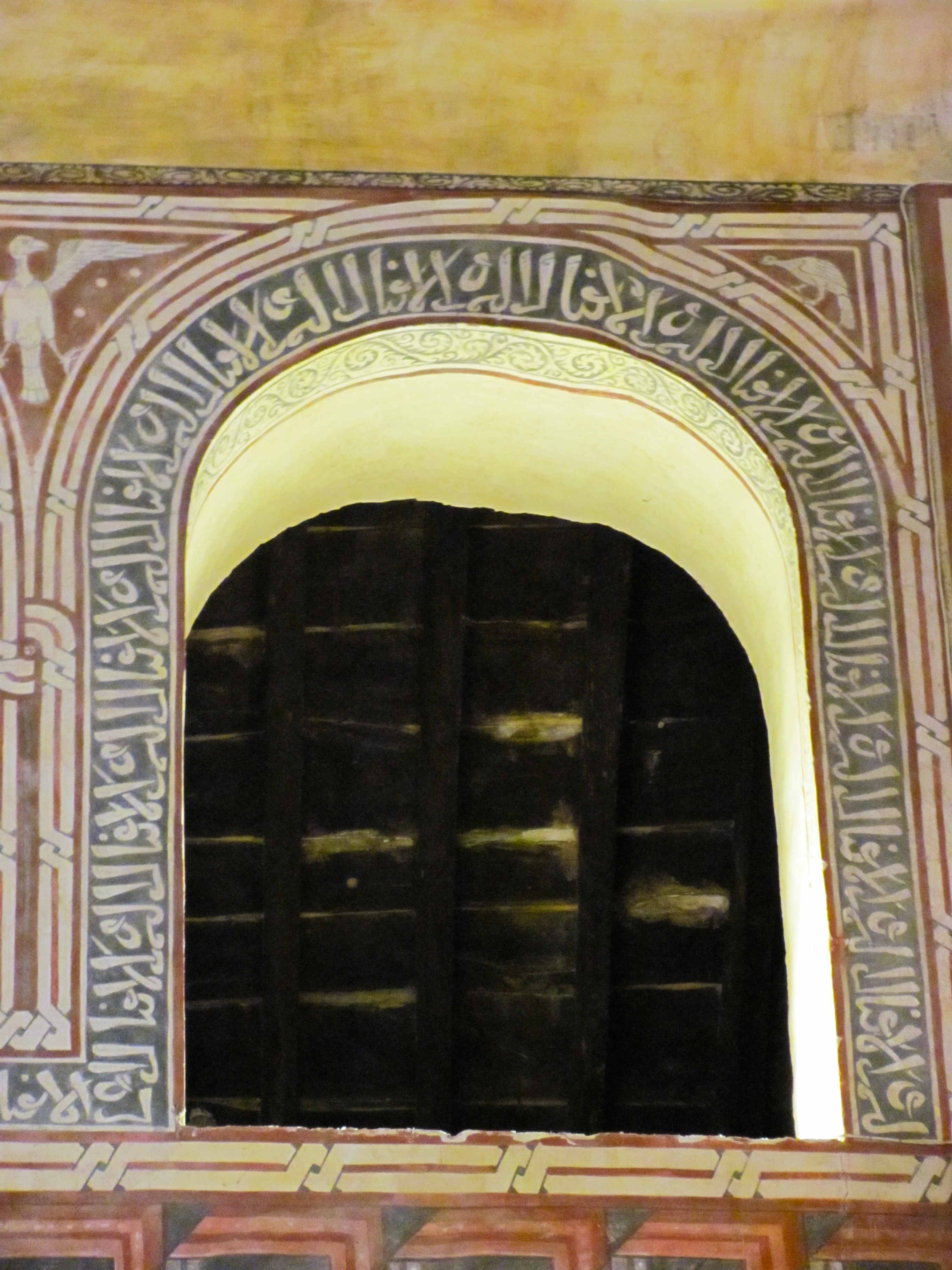
كتابة شبه عربية (أي ليست بالخط الكوفي) تحيط بنافذة داخلية لكنيسة سان رومان، طليطلة، إسبانيا (حوالي عام 1221)
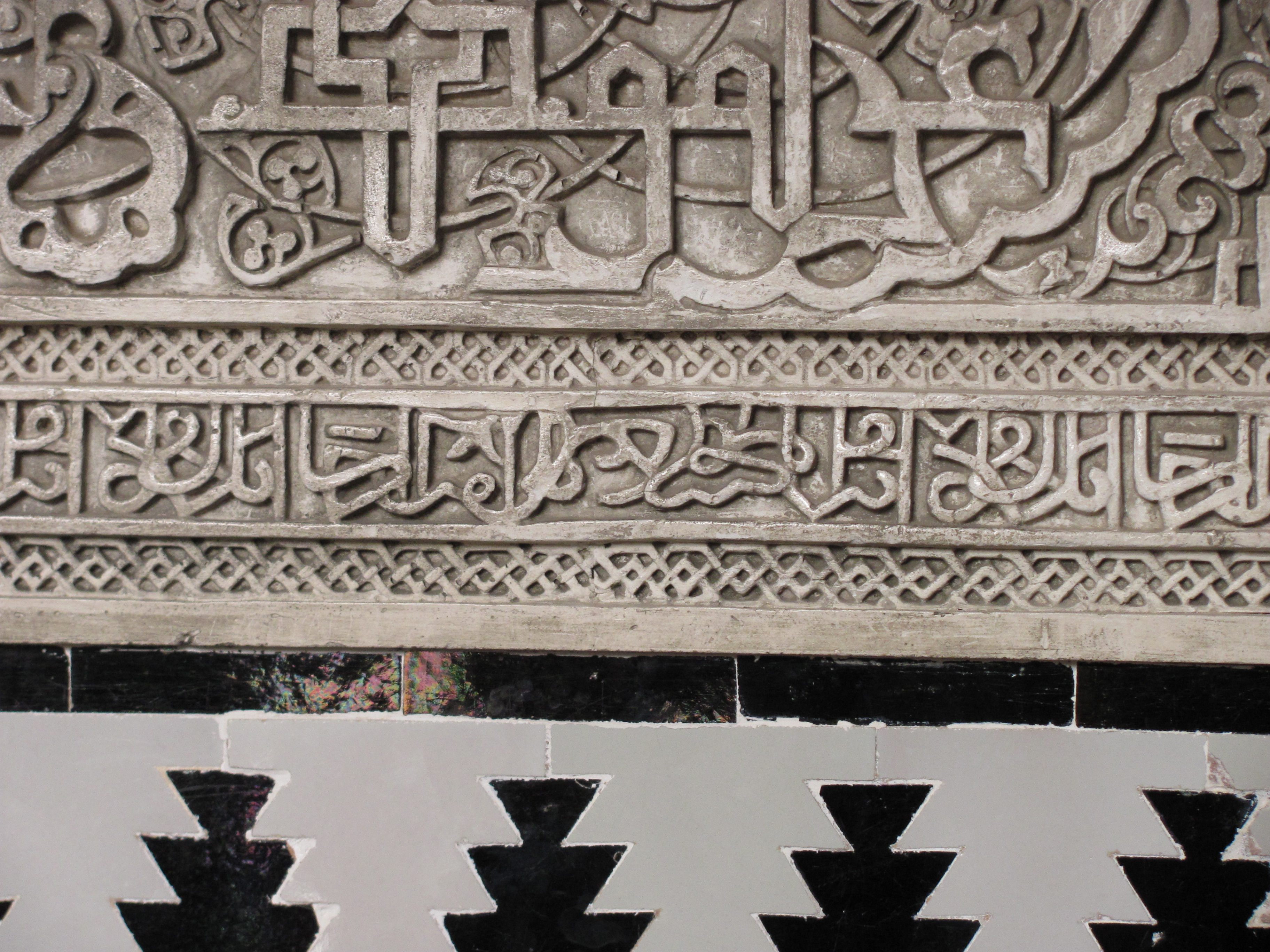
زخرفة من جدار في قصر إشبيلية (حوالي عام 1350)، تُظهر شريطًا من الزخارف الكوفية الزائفة التي تهدف إلى تقليد الزخارف في قصر الحمراء
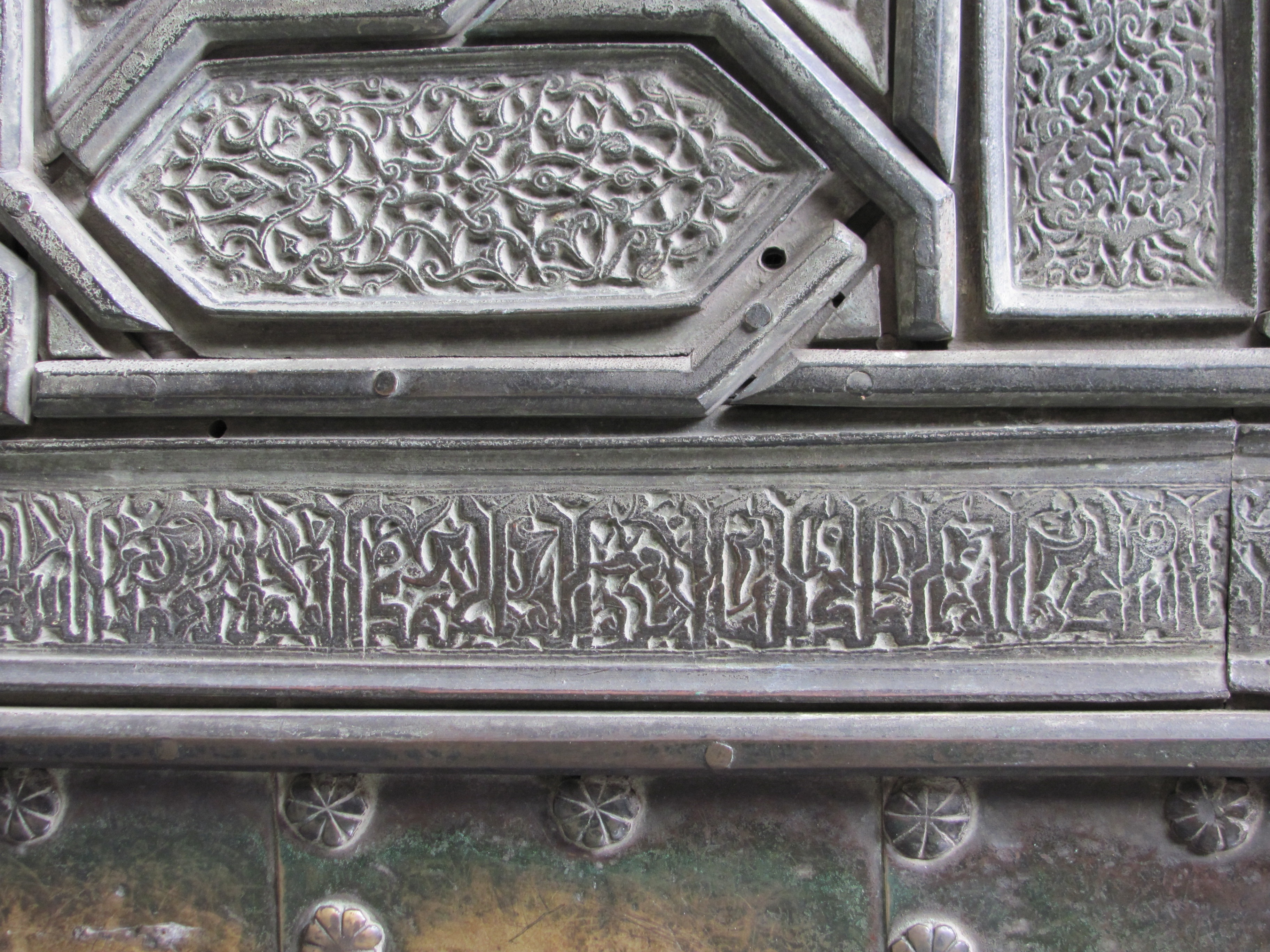
جزء من الواجهة المعدنية على الباب الرئيسي لكاتدرائية إشبيلية (حوالي عام 1500)، تُظهر عناصر تصميمية من الطراز العربي والخط الكوفي الزائف

## لوحة عصر النهضة
هناك العديد من الأمثلة على الخط الكوفي الزائف في الفن الأوروبي من حوالي القرن العاشر إلى القرن الخامس عشر. كانت النقوش الكوفية الزائفة تُستخدم غالبًا كأشرطة زخرفية في عمارة اليونان البيزنطية من منتصف القرن الحادي عشر إلى منتصف القرن الثاني عشر، وفي الأشرطة الزخرفية حول المشاهد الدينية في اللوحات الجدارية الفرنسية والألمانية من منتصف القرن الثاني عشر إلى منتصف القرن الثالث عشر، وكذلك في زخارف المخطوطات المعاصرة. كما يمكن استخدام الخط الكوفي الزائف في الكتابة أو كعناصر زخرفية في المنسوجات أو الهالات الدينية أو الإطارات. يمكن رؤية العديد منها في لوحات جيوتو (حوالي 1267 – 1337).
وفقًا لروزاموند ماك، من عام 1300 إلى عام 1600، كانت التقليدات الإيطالية للخط العربي تميل إلى الاعتماد على الكتابة العربية اليدوية بدلًا من الكتابة الكوفية، وبالتالي يجب أن يتم تسميتها بشكل أكثر عمومية بـ "العربية الزائفة". يبدو أن عادة تصوير الهالات المُذهَّبة المزخرفة بالخط الكوفي الزائف قد اختفت في عام 1350، ولكنها عادت إلى الحياة حوالي عام 1420 مع أعمال الرسامين مثل جينتيلي دا فابريانو، الذي ربما كان يستجيب للتأثير الفني في فلورنسا، أو ماساتشو، الذي تأثر بجينتيلي، على الرغم من أن خطه الخاص كان "متعرجًا وغير متقن"، وكذلك جيوفاني توسكاني [الإنجليزية] أو فرا أنجيليكو ، بأسلوب أكثر قوطي.
منذ حوالي عام 1450، بدأ الفنانون الإيطاليون الشماليون أيضًا في دمج العناصر الزخرفية شبه الإسلامية في لوحاتهم. كان فرانشيسكو سكوارتشيوني [الإنجليزية] هو من بدأ هذا الاتجاه في عام 1455، وسرعان ما تبعه تلميذه الرئيسي أندريا مانتيجنا. في مذبح سان زينو الذي يعود تاريخه إلى عامي 1456 و1459، يجمع مانتيجنا بين النصوص الإسلامية الزائفة في الهالات وحواشي الملابس (انظر الصورة)، وتصوير تجليدات الكتب المملوكية في يد سان زينو (انظر الصورة)، وحتى السجادة التركية عند قدمي العذراء مريم (انظر الصورة).
السبب الدقيق لإدراج الخط الكوفي الزائف أو الخط العربي الزائف في اللوحات التي تعود إلى العصور الوسطى أو أوائل عصر النهضة غير واضح. يبدو أن هناك دافعين لذلك، الأول هو حالة الانبهار من الأعمال الإسلامية والعربية، والثاني أن الغربيين ربطوا خطأً بين النصوص الشرق أوسطية في القرنين الثالث عشر والرابع عشر على أنها متطابقة مع النصوص السائدة في زمن النبي عيسى، وبالتالي وجدوا أنه من الطبيعي تمثيل المسيحيين الأوائل بالارتباط بها: "في فن عصر النهضة، تم استخدام الخط الكوفي الزائف لتزيين أزياء أبطال العهد القديم مثل داود". قد يكون السبب الثالث هو أن الفنان رغب مزج العديد من اللغات المكتوبة معًا، في وقت كانت فيه الكنيسة لديها طموحات توسعية قوية.
كما يمكن رؤية اللغة العبرية الزائفة [الإنجليزية] أحيانًا، كما هو الحال في الفسيفساء الموجودة في الجزء الخلفي من الحنية وقاعدة القبة في كتاب الختان لماركو مارزيالي [الإنجليزية]، والتي لا تستخدم الأحرف العبرية الفعلية. وكان هذا شائعًا بشكل خاص في الأعمال الألمانية.

وأخيرًا أصبحت العناصر شبه العربية نادرة بعد العقد الثاني من القرن السادس عشر. وفقًا لروزاموند ماك: "اختفت النصوص والملابس والهالات الشرقية عندما نظر الإيطاليون إلى العصر المسيحي المبكر في سياق روماني عتيق".

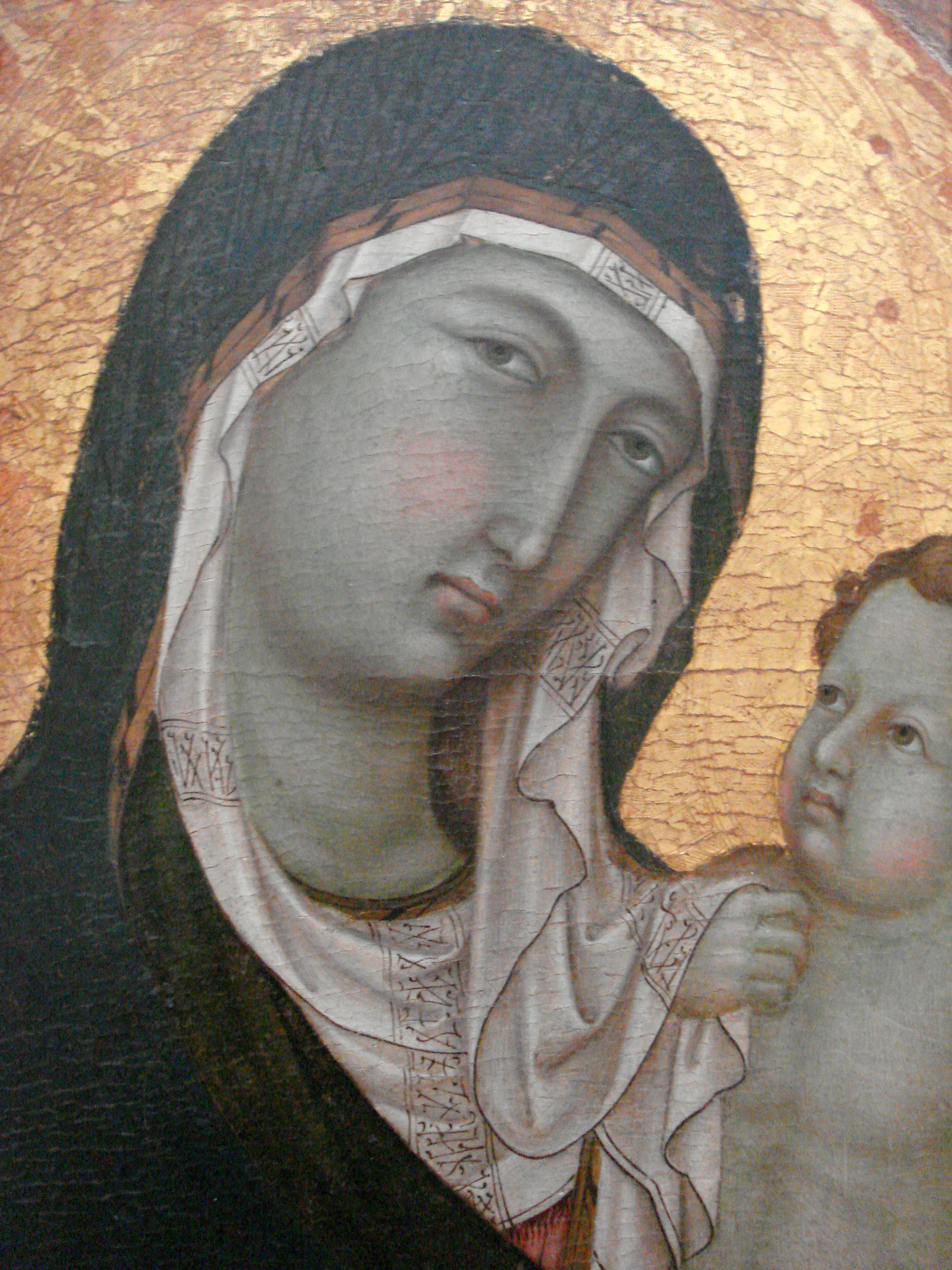
خط كوفي زائف على حجاب العذراء، أوغولينو دي نيريو ، حوالي 1315-1320
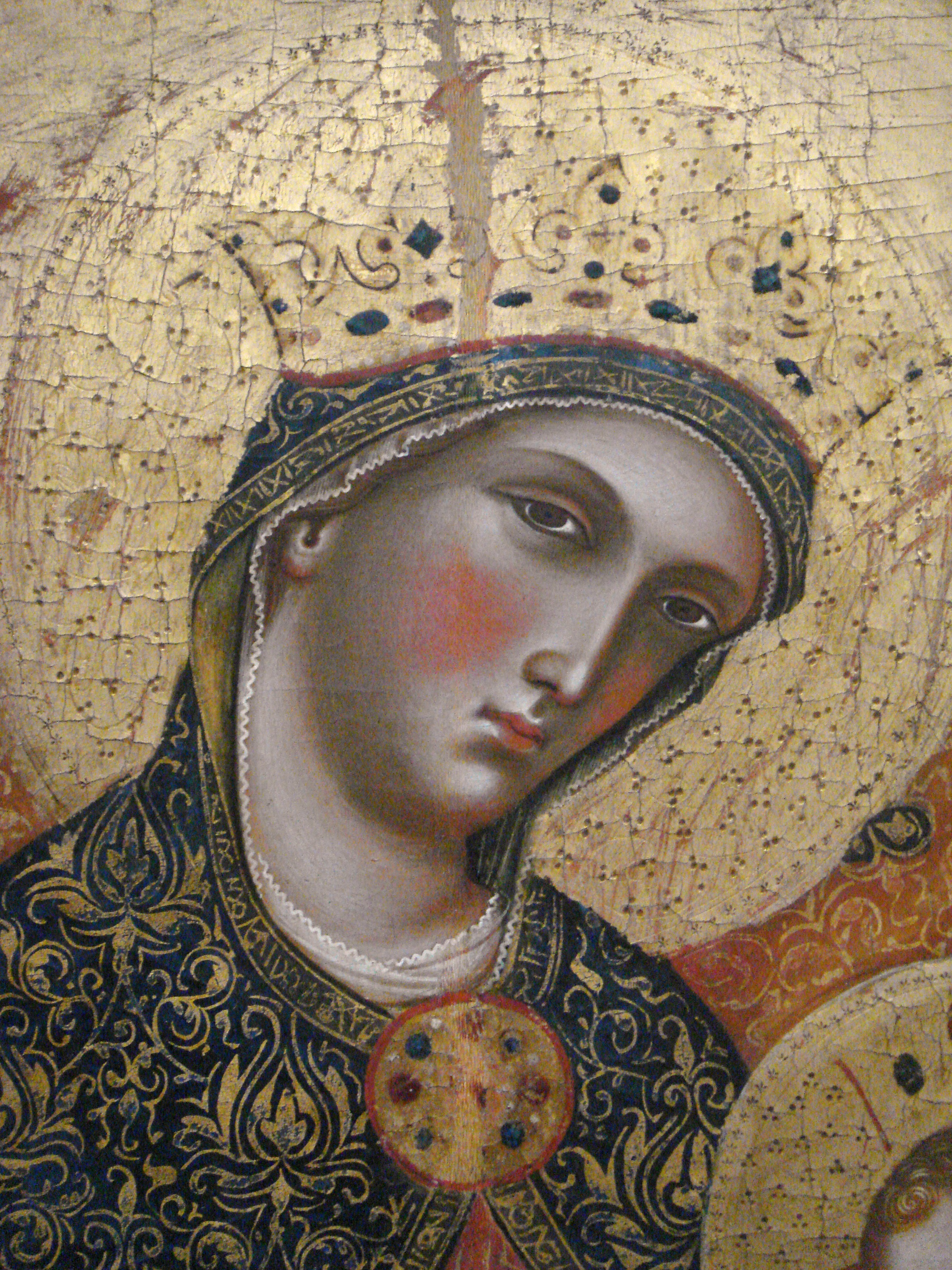
حاشية عباءة ذات خط كوفي زائف، في لوحة العذراء مريم والطفل لباولو فينيزيانو [الإنجليزية]، 1358. متحف اللوفر
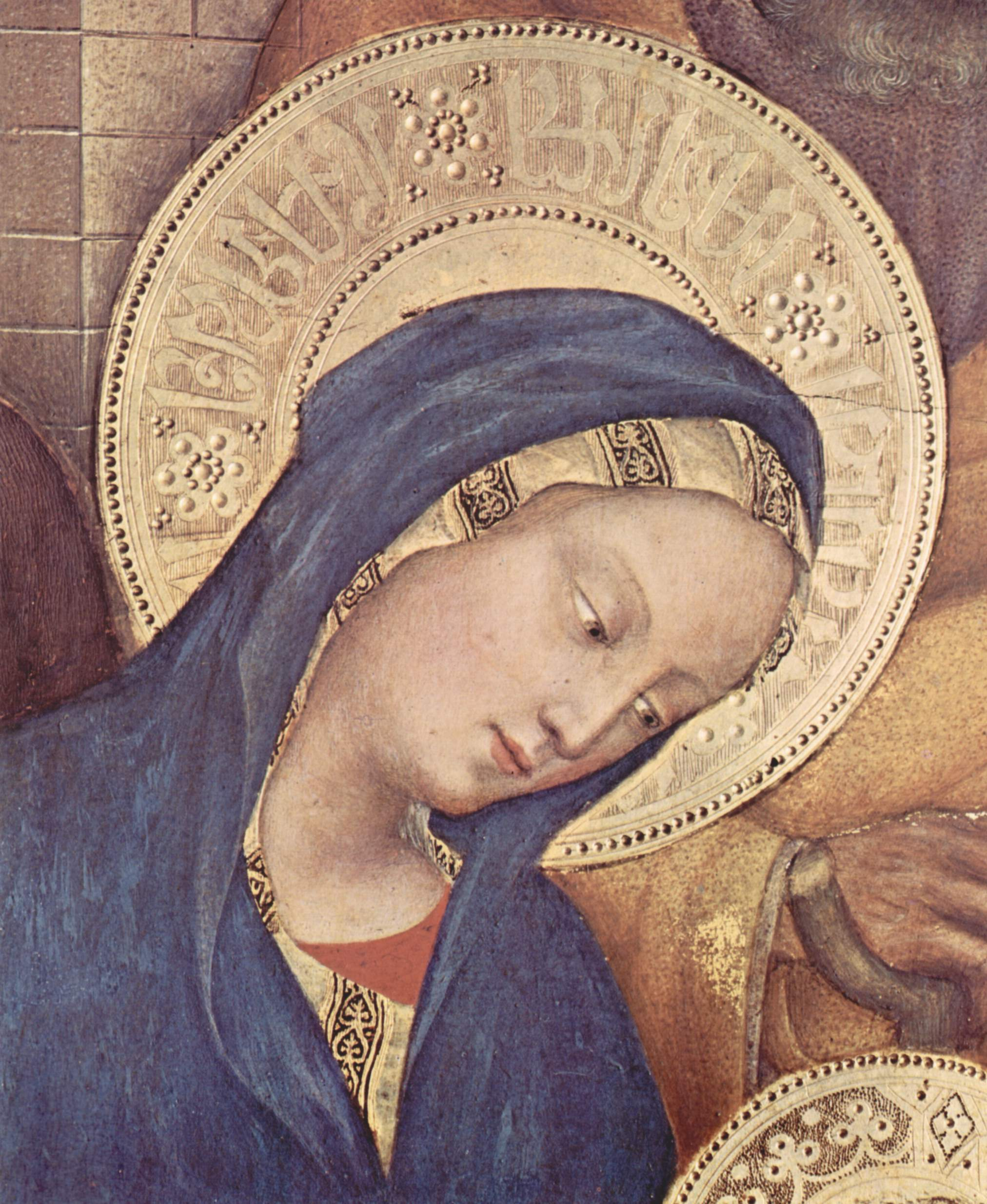
خط شبه عربي في هالة العذراء مريم، تفصيل من لوحة عبادة المجوس (١٤٢٣) لجينتيلي دا فابريانو . يُقسّم الخط أيضًا بزخارف [الإنجليزية] تشبه تلك الموجودة على الأطباق المملوكية.
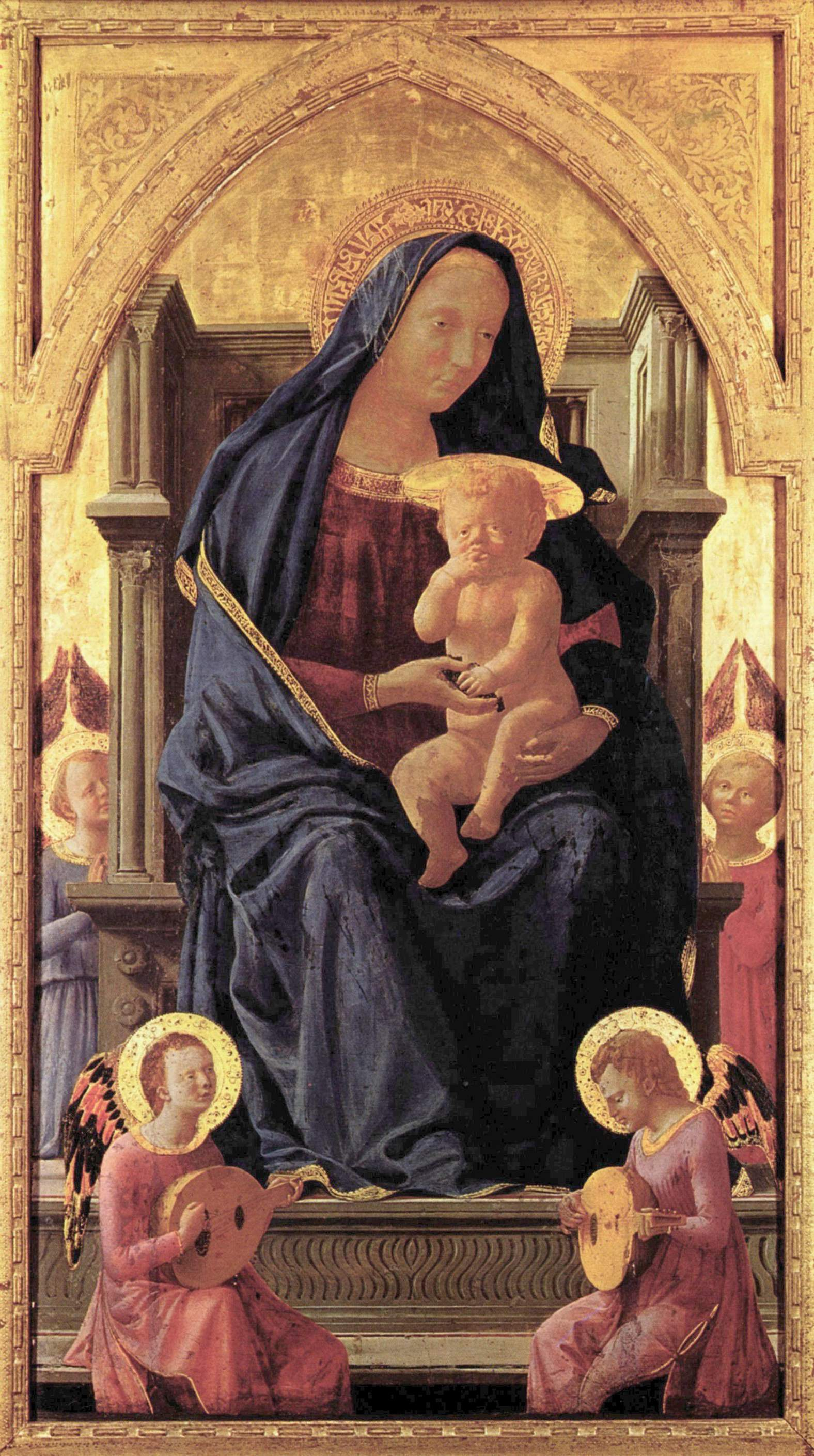
العذراء مريم بهالة شبه عربية، من رسم ماساتشو (1426)
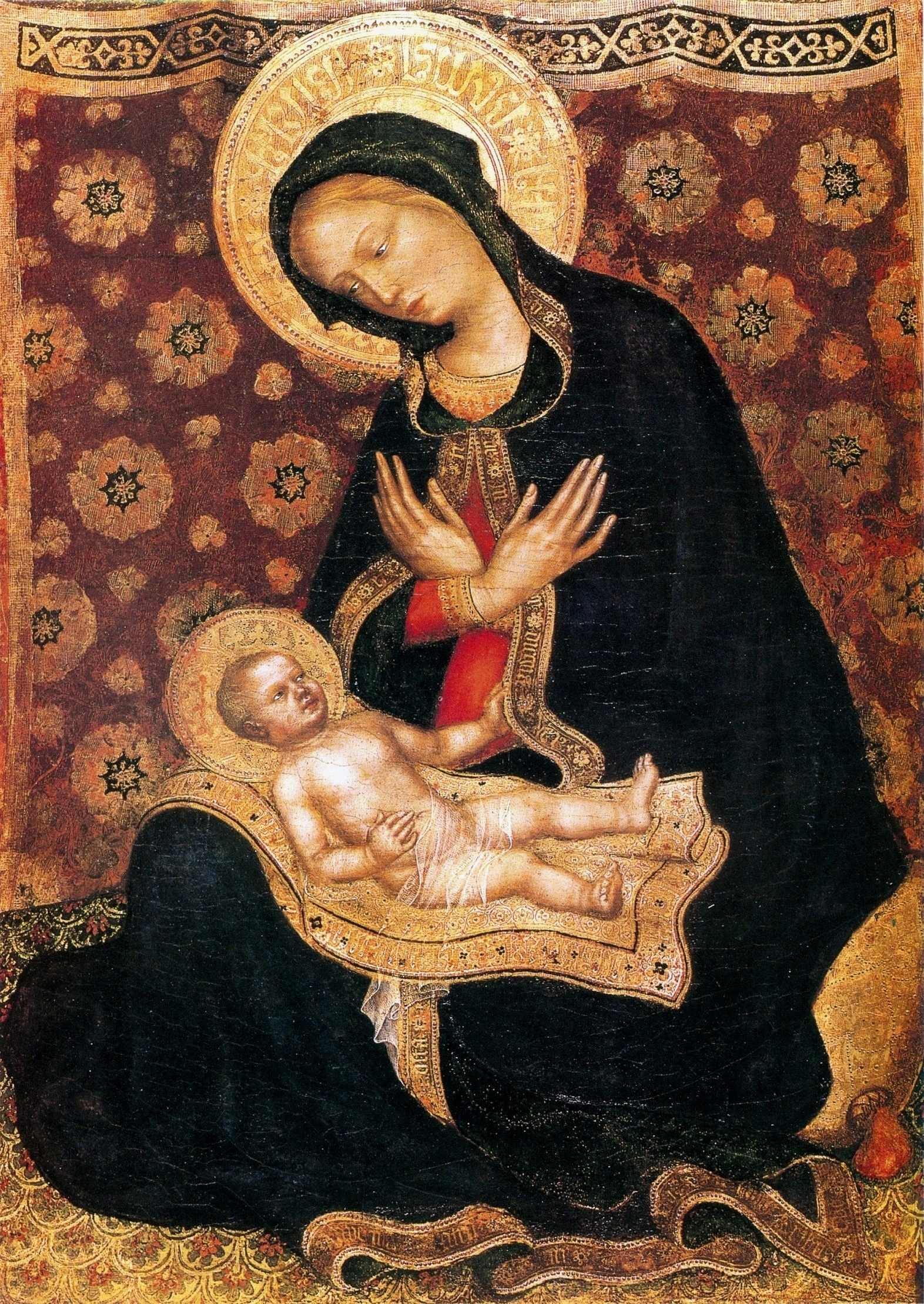
الخط العربي الزائف على بطانية الطفل المسيح، بقلم جينتيلي دا فابريانو
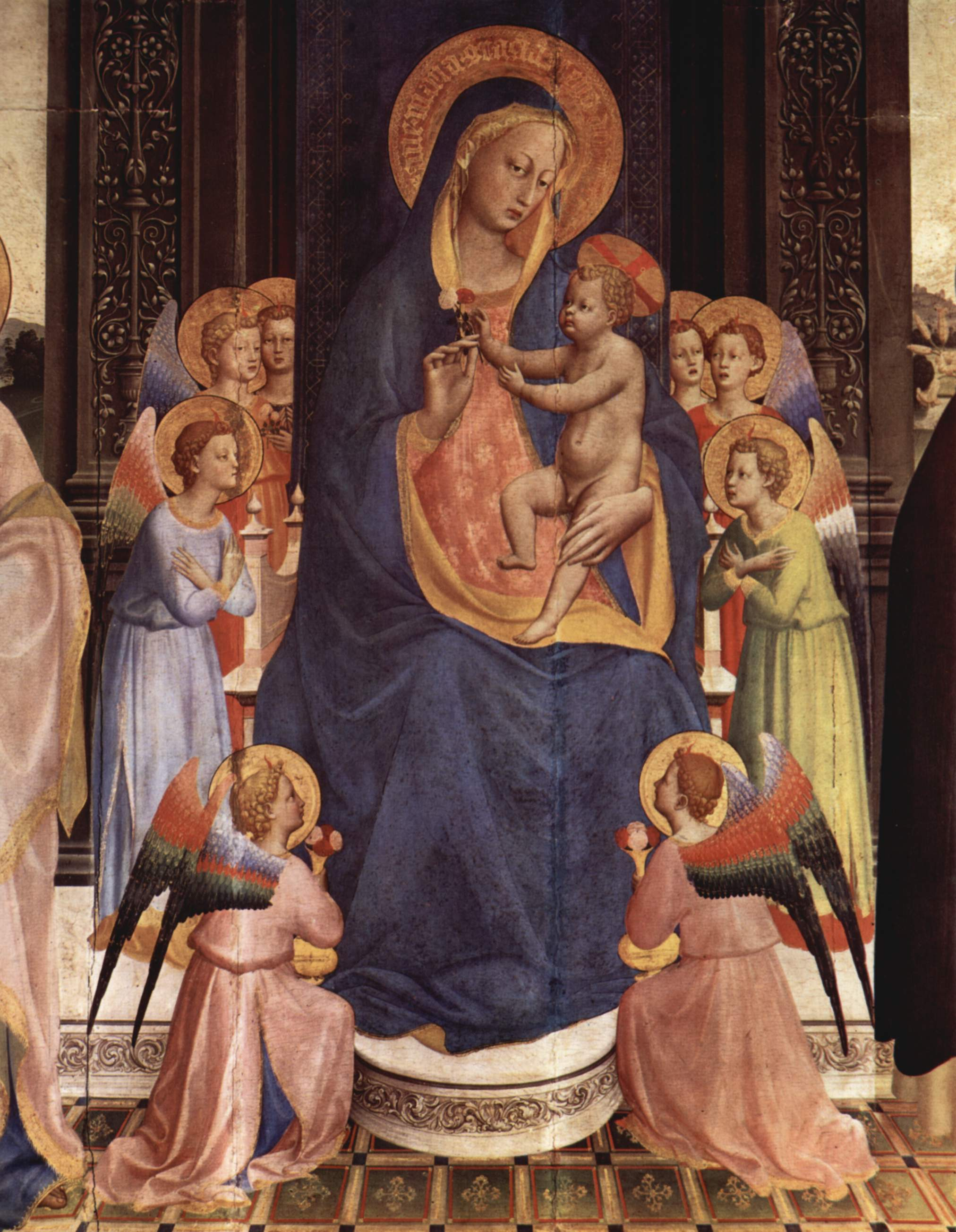
عذراء بهالة بخط شبيه بالعربية ذات طابع قوطي، بريشة فرا أنجيليكو (حوالي ١٤٢٨-١٤٣٠)
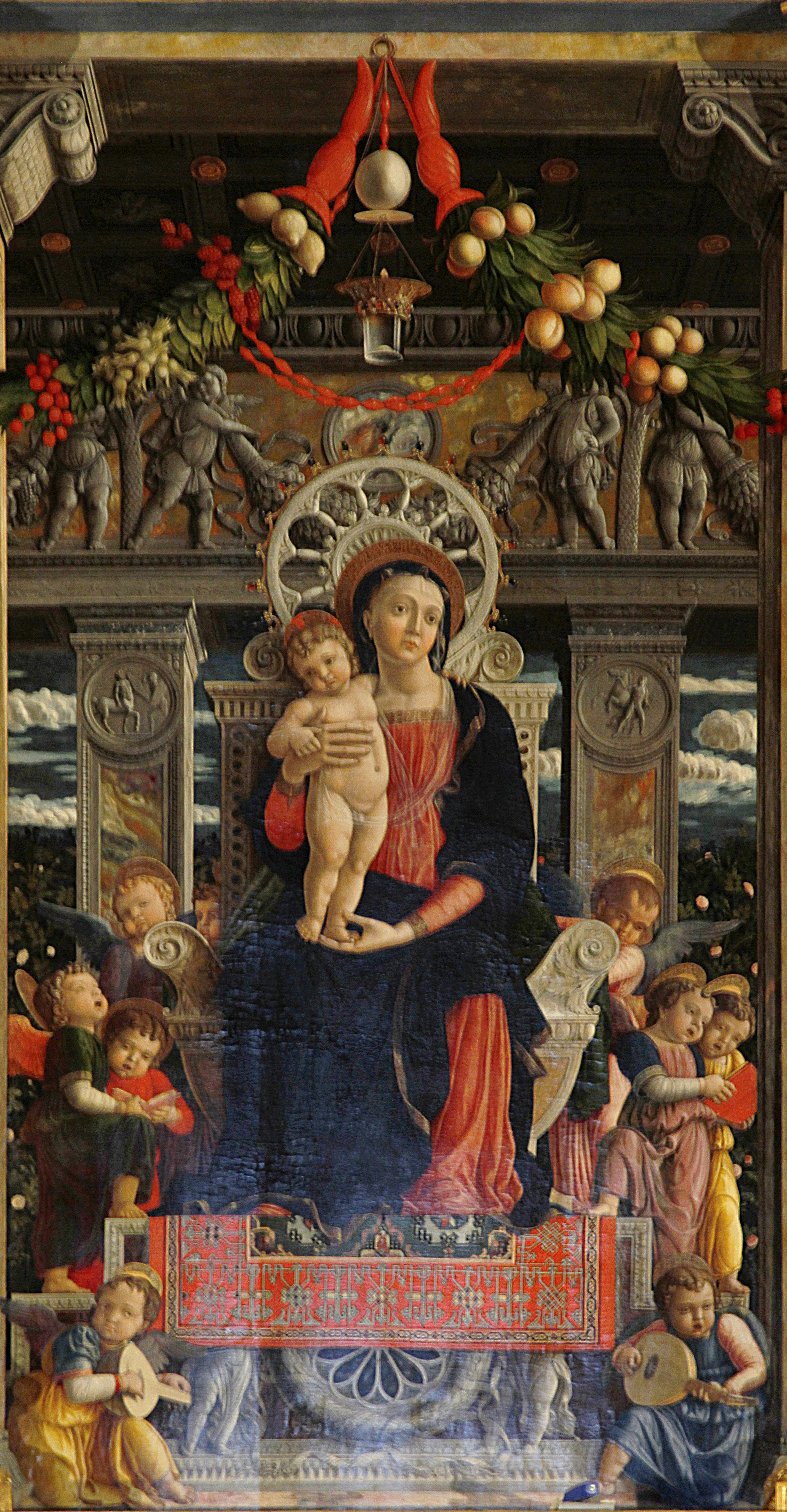
تجمع العذراء مريم في مذبح سان زينو للفنان أندريا مانتيجنا بين الهالات العربية الزائفة وحواف الملابس، مع سجادة تركية عند قدميها (حوالي 1456-1459).

## معرض الصور

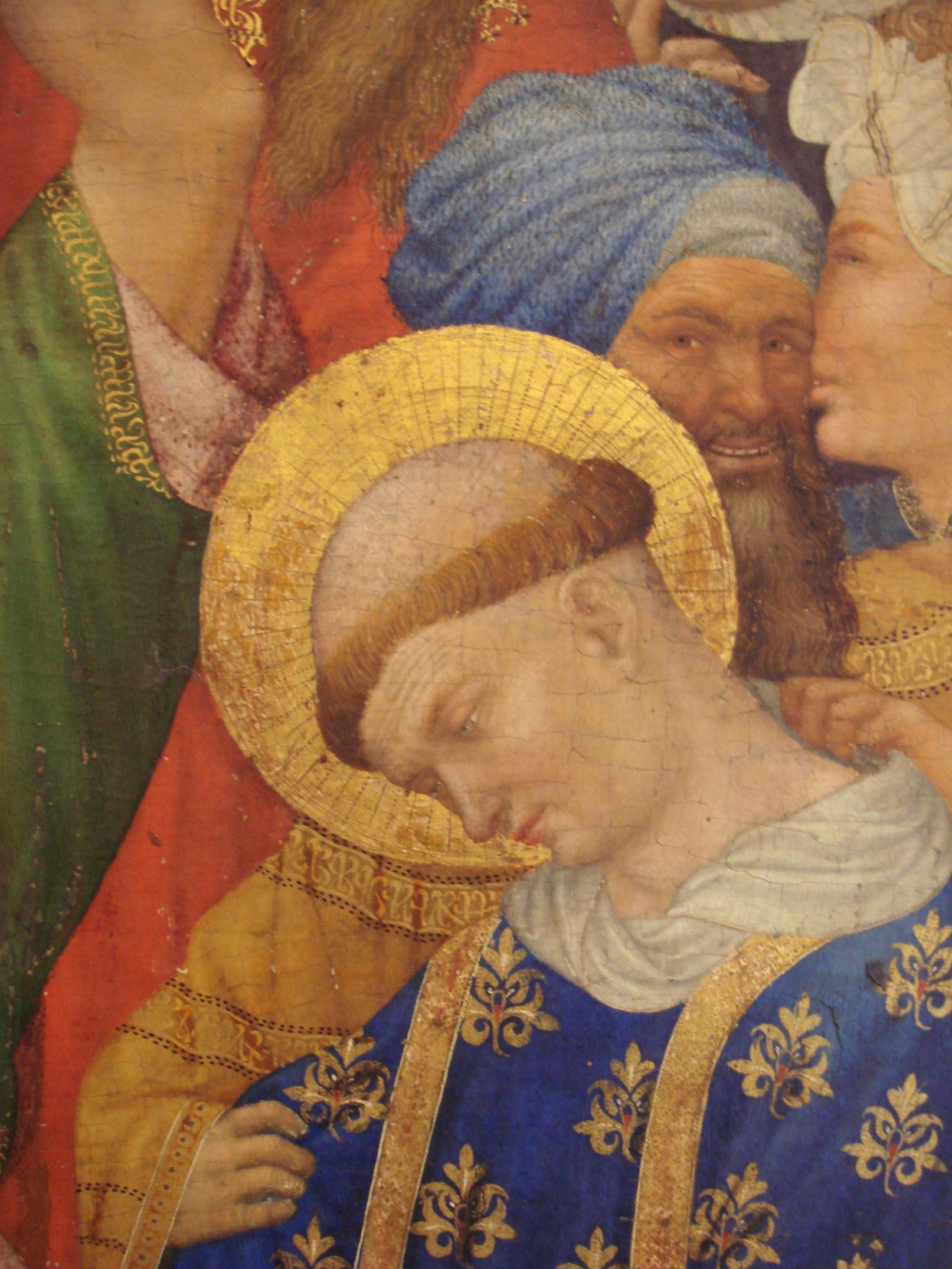
الخط الكوفي الزائف على الملابس في لوحة المذبح للقديس دنيس (Le Retable de Saint Denis) لـ هنري بيليشوز [الإنجليزية]، في الفترة. 1415-1416
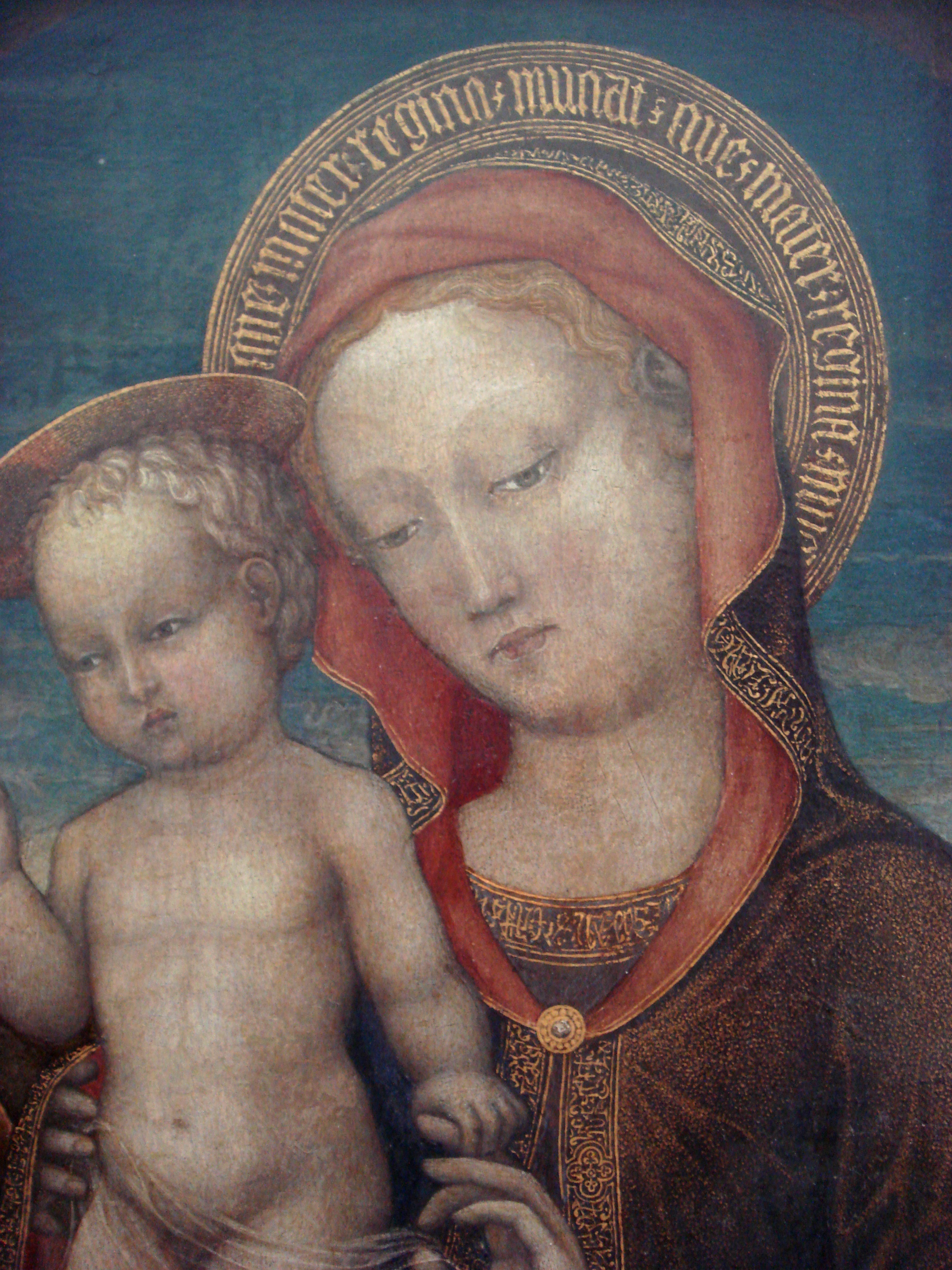
عذراء التواضع، التي يُعبدها أمير من آل إستي، بريشة جاكوبو بيليني ، عام ١٤٤٠، مع حاشية عباءة شبه كوفية، ولكن بهالة مكتوبة بخط روماني. متحف اللوفر
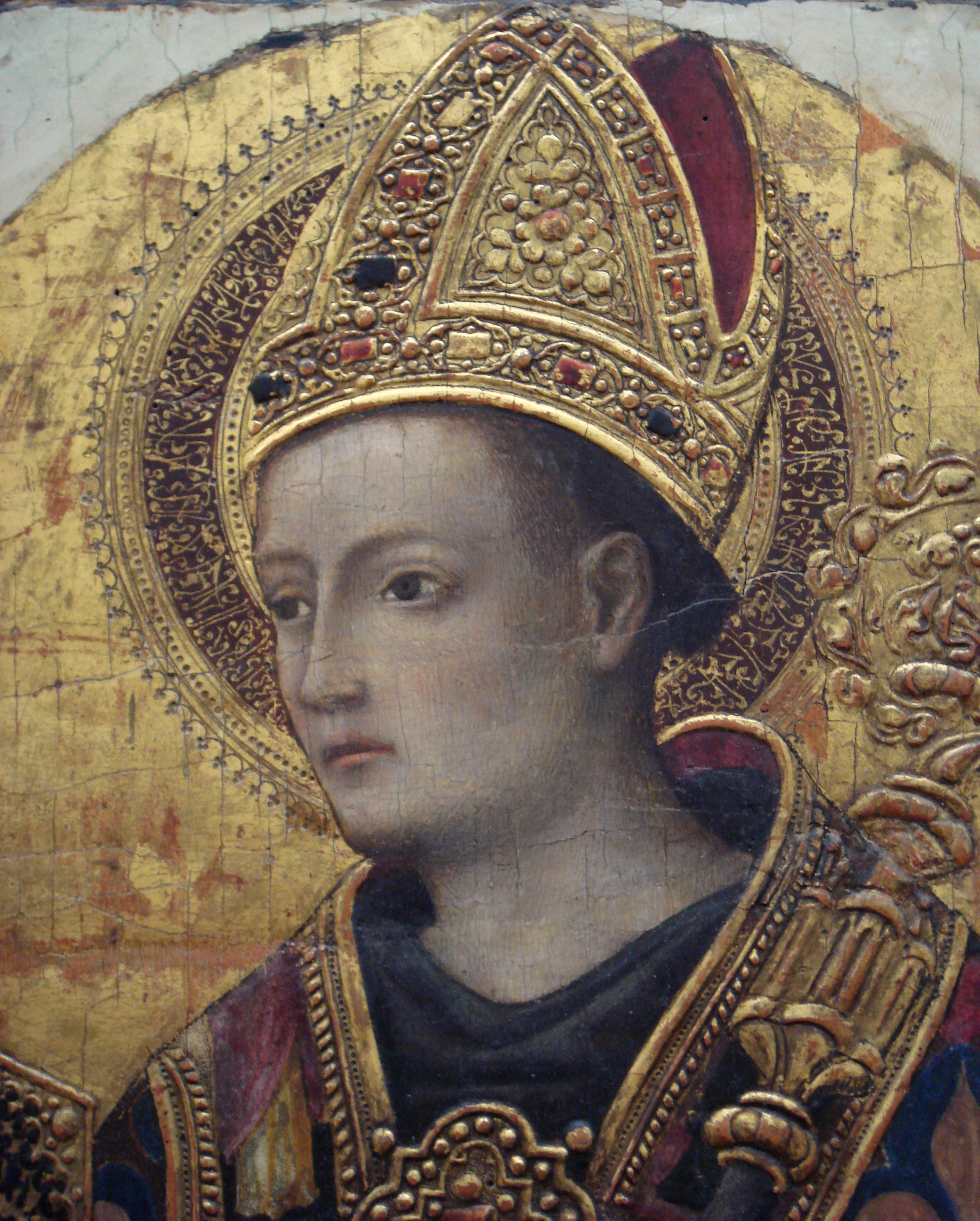
هالة كوفية زائفة، في لوحة القديس لويس دي تولوز لأنطونيو فيفاريني ، 1450. متحف اللوفر
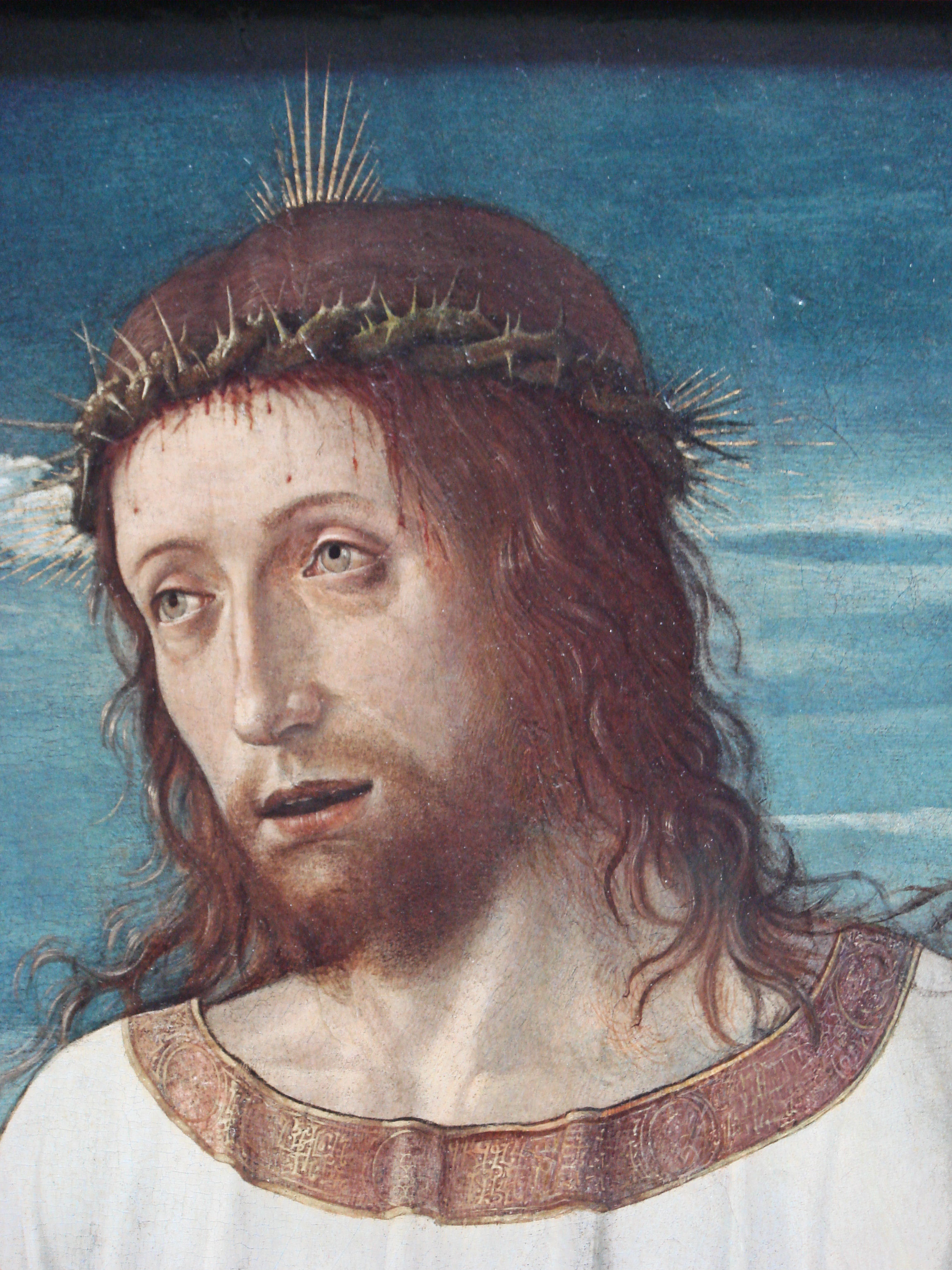
حاشية كوفية زائفة في لوحة جيوفاني بيليني المُسماة (لي كرس بنسيت)، في الفترة. 1465-1470. موجودة في متحف اللوفر
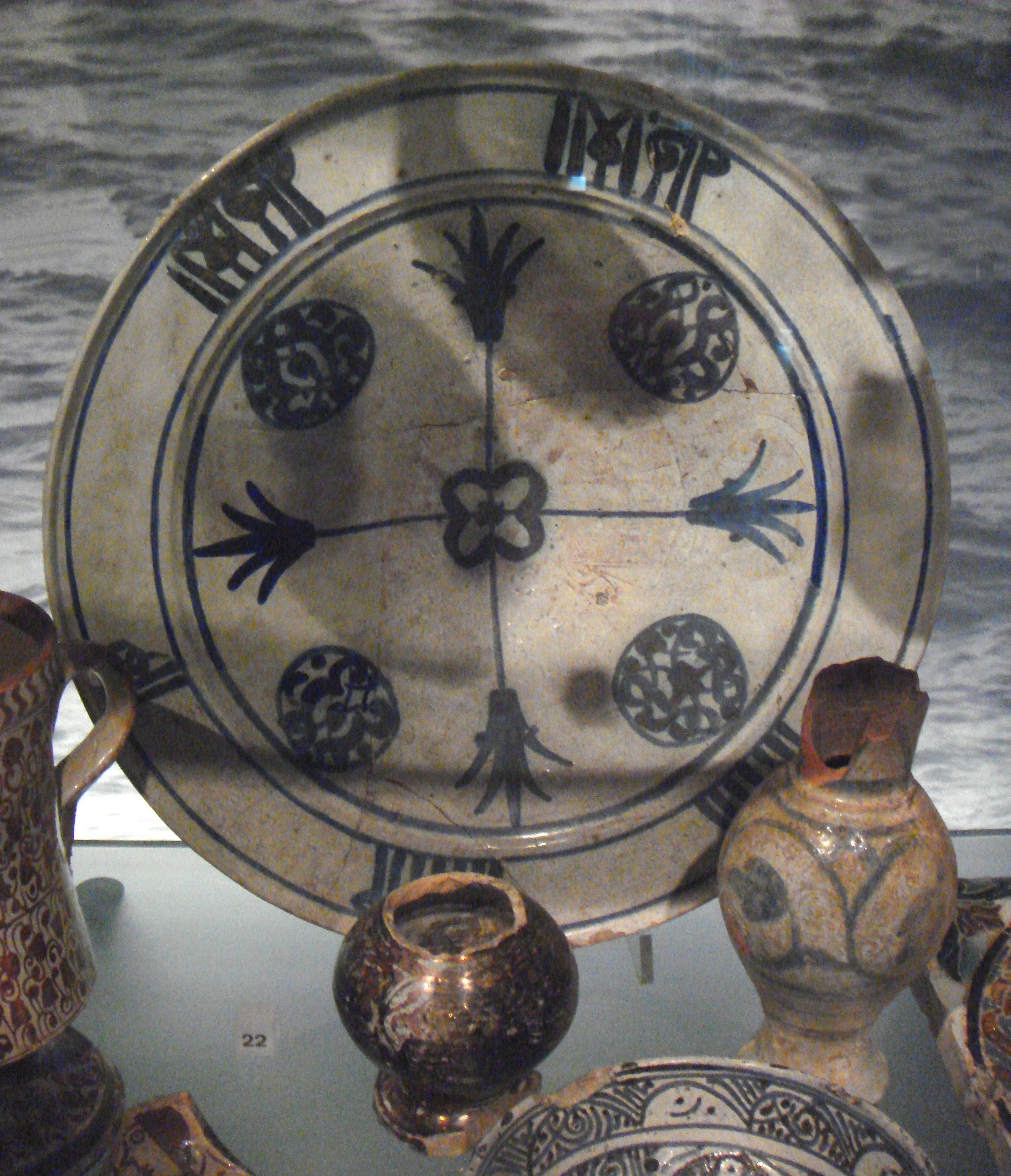
طبق من إسبانيا المسيحية يُحاكي أطباق الأندلس يعود إلى أوائل القرن السادس عشر، وهو مُزخرف بنص عربي زائف حول الحافة، عُثر عليه في لندن. محفوظ في متحف لندن.

## طالع أيضًا
- كتابة استبهامية
- المساهمات الإسلامية في أوروبا في العصور الوسطى
- التأثيرات الإسلامية على الفن المسيحي
- السجاد الشرقي في لوحات عصر النهضة
- العناصر المغولية الإسلامية في الفن الغربي في العصور الوسطى [الإنجليزية]

## ملحوظات
1. ↑  Robbert Woltering (2011), "Pseudo-Arabic", in Lutz Edzard and Rudolf de Jong (eds.), Encyclopedia of Arabic Language and Linguistics (Brill), consulted online on 14 October 2023.
2. 1 2  Encyclopaedia Britannica. Beautiful Gibberish: Fake Arabic in Medieval and Renaissance Art نسخة محفوظة 2025-04-29 على موقع واي باك مشين.
3. 1 2  Mack, p.51
4. ↑  Medieval European Coinage by Philip Grierson p.330 نسخة محفوظة 2024-02-28 على موقع واي باك مشين.
5. ↑  Cardini, p.26 نسخة محفوظة 2024-02-28 على موقع واي باك مشين.
6. ↑  Grierson, p.3
7. ↑  Matthew, p.240 نسخة محفوظة 2024-02-28 على موقع واي باك مشين.
8. ↑  المتحف البريطاني exhibit
9. 1 2  Louvre museum notice نسخة محفوظة 2011-06-15 على موقع واي باك مشين.
10. ↑  Antony Eastmond (2017). Tamta's World. Cambridge University Press. ص. 300, 302. ISBN:978-1-107-16756-8. مؤرشف من الأصل في 2024-04-07.
11. ↑  Mack, p.68
12. ↑  "Beautiful Gibberish: Fake Arabic in Medieval and Renaissance Art". Encyclopedia Britannica (بالإنجليزية). Archived from the original on 2017-11-15. Retrieved 2017-05-30.
13. ↑  Mack, p.64-66
14. ↑  Mack, p.52, p.69
15. ↑  Freider. p.84 نسخة محفوظة 2024-02-28 على موقع واي باك مشين.
16. ↑  "Perhaps they marked the imagery of a universal faith, an artistic intention consistent with the Church's contemporary international program." Mack, p.69
17. ↑  Mack, p. 62
18. ↑  National Gallery نسخة محفوظة 2009-05-07 على موقع واي باك مشين.
19. 1 2  Mack, p.71
20. ↑  Mack, p.65-66
21. ↑  Mack, p.66
22. ↑  Mack, p.61-62